# Носакино (Мордовия)
Носакино (мокш. Носаквеле) - село, центр сельской администрации в Торбеевском районе. Население 484 чел. (2010), в основном мордва-мокша.
Расположено на берегу Шуструя, в 22 км от районного центра и железнодорожной станции Торбеево. Название-антропоним: от дохристианского мордовского имени Носкай (Носакай); в историческом документе 1655 г. упоминается Носайко Дружинин. В «Списке населённых мест Тамбовской губернии» (1862) Носакино - деревня казённая из 27 дворов (323 чел.). Жители занимались земледелием, торговлей лесом, смолокурением, выделкой кожи, обжигом кирпича, производством растительного масла. На водяном двигателе работала сукновальная мастерская по обработке пеньки.
В 1930 г. в селе был образован колхоз «Од эряф» («Новая жизнь»; председатель - В. А. Евдокимов), с 1935 г. - им. В. В. Куйбышева, с 1959 г. - им. XXI съезда КПСС, с 1960 г. - отделение совхоза «Хилковский», с 1961 г. - откормочный совхоз, с 1992 г. - СХПК «Торбеевский». В современном Носакине - средняя школа, Дом культуры, отделение связи, 2 магазина, медпункт; памятник воинам, погибшим в годы Великой Отечественной войны; Успенская церковь (начало 20 в.). На территории села имеются залежи торфа, белой глины, песков. Носакино - родина директора Зубово-Полянского хлебоприёмного пункта П. В. Кузьмина, начальника РОВД Московской области (г. Жуковск) М. Н. Сидорова, 1-го проректора Мордовского государственного университета Н. Е. Фомина, иеромонаха, новомученика В. Е. Эрекаева. В Носакинскую сельскую администрацию входят с. Малышево (178 чел. (2010); родина Героя Советского Союза П. Т. Павлова, начальника Республиканской архивной службы Республики Мордовия Ю. Ф. Юшкина) и Новая Пичеморга (64 чел.).

## Источник
- Энциклопедия Мордовия, В. П. Лузгин.